# Félix Arranz
Félix Arranz (Logroño, 1961) è un architetto spagnolo, lavora per la ETSAB di Barcellona.

## Biografia
Come architetto, svolge solitamente la sua attività in gruppi e associazioni professionali con altri architetti. Come redattore, diversifica le azioni editoriali e gli eventi professionali dalla piattaforma SCALAE. Ha vinto il premio FAD e il premio Brunel per la sua attività professionale (Intermodal Zaragoza-Delicias) e il premio della Bienal Iberoamericana de Arquitectura y Urbanismo per la sua attività di redattore (app scalae).

## Opere architettoniche
- Condominio a Saragozza (con Elena Fernéndez Salas, 1990)
- Plaza de las Eras a Saragozza (con Sirio Sierra, 1990)
- Capannoni dei tram a La Coruña (con José María Valero, 1995)
- Istituto di scuola secondaria a Belchite (con Rafael Pamplona e Ignacio Navarro, 1996)
- Progetto e costruzione del Poema corpóreo "Letras fugitivas" Barcellona (con Joan Brossa, 1998)
- Stazione di Saragozza-Delicias intermodale (con Carlos Ferrater, José María Valero y con Elena Mateu, 2000, Premio FAD architettura 2004)
- Ciudad del Medio Ambiente a Soria, con Patxi Mangado (Premio de la Agrupación Vasco-Navarra de Arquitectos Urbanistas 2007).

## Carriera
- Vicedecano-contabile del Colegio Oficial de Arquitectos de Aragón 1992-94
- Commissario e direttore della Biennale di Architettura e Urbanistica di Saragozza 1992,1994
- Vice-direttore della scuola e direttore dell'Area progetti della scuola di Architettura della Università Internazionale di Catalogna,ESARQ UIC 1999-2002 y 1999-2004
- Promotore ed editore di pubblicazioni WAM, Web Architecture Magazine 1996, e iAZone, 1997, su Internet e la rete di centri di collegamento per l'architettura
- Consulente editoriale di Grupo Vía. 2004-2009
- Consigliere consultivo degli Encontros Internacionais de Arquitectura di Santiago de Compostela
- Promotore e Commissario 2006-07 del programma "arquia / próxima" della Fondazione Caja de Arquitectos
- Commissario del Simposio internazionale "Arquitectures per a la Música" al centenario del Palazzo della musica catalana di Barcellona, 2008
- Direttore del "campus ultzama internazionale" della Fundación Arquitectura y Sociedad, 2009, 2010
- Direttore fondatore della Higher Technical School of Architecture dell'Università San Jorge, a Saragozza ETSA USJ, 2009-2011
- Commissario generale di Arqadia, a Buenos Aires, 2010, 2012 e 2014
- Direttore dell'XI Biennale Architettura e Urbanistica Spagnola (con Joaquín Sabaté) 2011
- Commissario del "Pavelló de Catalunya i Balears", promosso dall'Istituto Ramon Llull, alla Biennale di architettura di Venezia 2012 (con Jordi Badía)
- Patrono della Fundación Arquitectura y Sociedad
- Direttore e redattore di SCALAE, collezioni di documenti editoriali di architettura e architetti
- Direttore scientifico della Biennale Internazionale di Architettura dell'Argentina, BIA-AR
- Professore associato del Dipartimento di progetti architettonici dell'Università Politecnica della Catalogna, assegnato alla Scuola tecnica superiore di architettura di Barcellona, ETSAB